# آدم فون تروت زو سولز
فريدريش آدم فون تروت زو سولز (9 أغسطس 1909-26 أغسطس 1944) محامي ودبلوماسي ألماني شارك في المقاومة المحافظة ضد النازية. كان معارضًا علنيًا للنظام النازي منذ البداية وشارك بنشاط في دائرة كريسو لهيلموث جيمس غراف فون مولتك وبيتر يورك فون فارتنبورغ. تآمر جنبًا إلى جنب مع كلاوس فون شتاوفنبيرغ وفريتز ديتلوف فون دير شولنبرغ، في مؤامرة 20 يوليو وكان من المفترض أن يتم تعيينه وزيرًا للخارجية في وزارة الخارجية وكبير المفاوضين مع الحلفاء الغربيين فيما لو نجحت المؤامرة.

## حياته

### بداية حياته ومسيرته المهنية
ولد تروت في بوتسدام، براندنبورغ، في سلالة تروت تسو سولز البروتستانتية، أفراد طبقة نبلاء هسه أوراديل. كان الطفل الخامس لوزير الثقافة البروسي أوغست فون تروت تسو سولز (1855-1938) وزوجته إميلي إليونور فون شفاينيتز (1875-1948)، وشغل والده منصب السفير الألماني في فيينا وسانت بطرسبرغ. كانت إميلي إليونور حفيدة جون جاي من ناحية والدتها، آنا جاي، وهو أحد الآباء المؤسسين للولايات المتحدة وأول رئيس قضاة للولايات المتحدة.
نشأ تروت بدايةً في برلين وتم إرساله منذ عام 1915 إلى المدرسة الثانوية الفرنسية في برلين. عندما استقال والده من منصبه في عام 1917، انتقلت العائلة إلى كاسل، حيث كان قد التحق تروت بالمدرسة الثانوية الفرنسية. عاش منذ عام 1922 في هان، موندن. وانضم مؤقتًا إلى حركة الشباب الألمانية. حصل على شهادة التخرج من المدرسة في عام 1927 واستمر في دراسة القانون في جامعتي ميونيخ وغوتينغن.
طور تروت اهتمامًا قويًا بالسياسة الدولية خلال إقامته في جنيف، مقر عصبة الأمم، لعدة أسابيع في خريف عام 1928. أمضى فترة عهد هيلاري عام 1929 في أكسفورد، حيث درس اللاهوت في كلية مانسفيلد، أكسفورد، وأصبح صديقًا للمؤرخ إيه إل روس. عاد تروت إلى أكسفورد في عام 1931 من خلال منحة رودس للدراسة في كلية باليول، حيث أصبح لديه عدد من الأصدقاء المقربين بما في ذلك ديفيد أستور و ديانا هوبكنسون (كنيتها قبل الزواج هوباك)، الذين أصبحت مذكراتهما ورسائلهما فيما بعد وثائق رئيسية لحياة تروت في ألمانيا النازية، والذين ربما انخرط معهما في علاقة غرامية. تعرف أيضًا على الفيلسوف البارز آر جي كولينغوود. طور روس، وهو مثلي الجنس، افتتانًا شديدًا بتروت غيري الجنس ووصفه بأنه أحد أجمل وأذكى وأكثر الرجال الذي قابلهم في حياته سحرًا. في كتابه لعام 1961 كل النفوس وسياسة الاسترضاء، الذي نشر عندما كان النشاط الجنسي المثلي ما يزال جريمة في بريطانيا، كتب روس عن «رأس تروت الجميل» و«جبهته الشامخة للغاية، وعيونه البنفسجية العميقة، ونبله وحزنه في التعبير حتى عندما كان شابًا، وكان حساسًا ومتفهمًا للغاية». كتب، «لم أقابل شخصًا مثله من قبل». وصف روس علاقته مع تروت بأنها علاقة «أفلاطونية مثالية» وقال إن تروت كان رجلًا لا يمكن أن ينساه أبدًا. ادعى روس، الذي كان ناشطًا في حزب العمل، أنه أدخل تروت إلى الاشتراكية وأشار إلى أن تروت قد ترجم أجزاءً من كتاب روس السياسة والجيل الأصغر إلى الألمانية عندما تم نشرها في صحيفة نوي بليتر فيور دن سوزياليزموس. بعد دراسته في أكسفورد، أمضى تروت ستة أشهر في الولايات المتحدة.
متأثرًا بعمق بنظريات هيجل، اعتقد تروت أن القضية الأكثر إلحاحًا التي أثارها الكساد الكبير ستكون كيفية البحث عن توليفة بين المحافظية والاشتراكية، والتي كان يعتقد أنها الحل الوحيد للكساد الكبير. بالنسبة إلى تروت، أثبت الكساد الكبير فشل الرأسمالية كنظام اقتصادي، لكنه في الوقت نفسه لم يكن مستعدًا لقبول الشيوعية كبديل، مما دفعه إلى البحث عن «طريق ثالث» بين الرأسمالية والشيوعية، وجادل في رسالة عام 1933 إلى والده أن «الحق في العمل» قد حل محل «الحق في الإرادة الحرة الخاص بهيغل» باعتباره القضية الأكثر إلحاحًا في العصر الحديث. في نفس الرسالة، جادل تروت بأن ما كان مطلوبًا هو نظام اقتصادي يضمن لكل رجل وظيفة، وأنه كان يعتبر الحرية الفردية لا قيمة لها إذا كان الشخص عاطلًا عن العمل. في أوائل 1930، إلى حد صدم والده المحافظ، كان تروت على استعداد لتبادل الأفكار مع الاشتراكيين الديمقراطيين حول تطوير نوع من المحافظية الاشتراكية. أخبر تروت والده في فبراير 1933 أن «الحقوق الإيجابية للفرد» يمكن تأمينها إذا كانت حقوق «الجماهير مقدسة»، وهو ما اعتقد أن حكومة أدولف هتلر وفرانز فون بابن الجديدة ليس لديها نية للقيام به.